# 阿尔弗雷德·诺依曼
阿尔弗雷德·诺依曼（德語：Alfred Neumann，1909年12月15日—2001年1月8日），德国统一社会党政治局委员，东德部长会议第一副主席。

## 生平
1909年，出生于柏林工人家庭。1928年，参加工人运动。1929年，入党。1934年，流亡苏联。1937年，参加西班牙国际纵队。1939年，被捕，判刑八年。1945年，参加柏林市委工作。
1953年，任柏林专区党委第一书记。1954年，为中央委员、政治局候补委员。1957年，任中央委员会书记。1958年，为政治局委员。1961年，任东德国民经济委员会主席。1965年，任部长会议副主席，12月兼任物资管理部部长。1968年，升任部长会议第一副主席，主管经济工作。1989年，被排挤。2001年，去世。